# فيضان الأوروغواي 1959

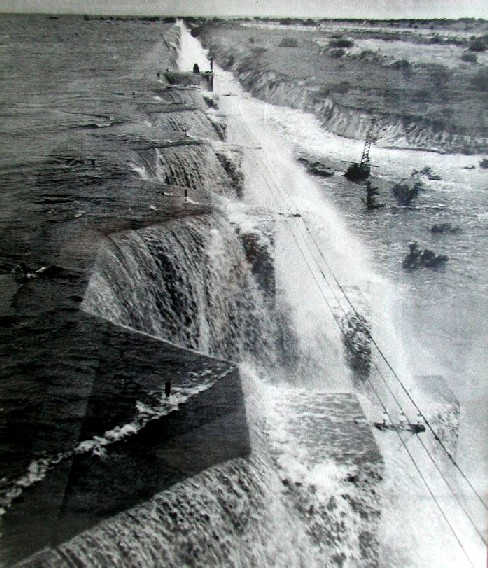
منظر لسد رينكون ديل بونيتي خلال فيضان المياه 1959.

في أبريل 1959، تعرضت أوروغواي للفيضانات ( (بالإسبانية: Inundaciones de abril de 1959 en Uruguay) ) التي كانت الأقسى في تاريخ الأوروغواي الحديث. استمر هطول الأمطار في الفترة من 23 مارس حتى 23 أبريل ونتيجة لذلك عانى نهر ريو نيغرو من تجاوز المياه. مرت المياه على سد رينكون ديل بونيتي.
اعتبارًا من 24 مارس، بدأت تمطر في جميع أنحاء أراضي أوروغواي ولم تنتهي حتى 23 أبريل. هذا الوضع غير المتوقع طغى على التوقعات والموارد، وولد كارثة وطنية. غمرت الأمطار الغزيرة بلدات بأكملها، وأسقطت خطوط الهاتف، وغيرت بشكل كبير نظام النقل، وخلقت مشاكل خطيرة في إمدادات الكهرباء. كان الوضع الخطير بشكل خاص لدى سد رينكون ديل بونيت على نهر نيغرو، وهو مجرى مائي تلقى أكبر تدفق.
في حوض نهر نيغرو (بمساحة 39700 كيلومتر مربع) بلغ معدل هطول الأمطار غير العادي 605.8 ملم (بين 25 مارس و 23 أبريل 1959)، مما تسبب في فيضان تجاوز ضعف الحد الأقصى للتدفقات المسجلة خلال 50 عامًا من الملاحظات. تجاوز هطول الأمطار بكثير توقعات مصممي مشروع السد، الذين قدروا الحد الأقصى للارتفاع بـ 9000 متر مكعب / ثانية. بلغت أقصى مساهمة لموجة الفيضان التي وصلت الخزان 17300 متر مكعب / ثانية، وبلغ حجم المساهمات 17 كيلومترًا مكعبًا (المساهمات بين 6 أبريل و 2 مايو 1959)، وكان التأثير الأكبر هو مساهمة 13 كيلومتر مكعب من الأمطار في الحوض بين 7 و 23 أبريل. في اتجاه مجرى النهر، تم تقليل هذه الذروة بمقدار النصف تقريبًا بسبب التأثير التنظيمي للخزان. بلغ الحد الأقصى للصرف عبر البوابات الاثنتي عشرة للمجرى أكثر من 10000 متر مكعب / ثانية، عند وصوله إلى مستوى +85 متر في الخزان.
كانت الفيضانات التاريخية السابقة لنهر نيغرو أمام مدينة باسو دي لوس توروس هي تلك التي حدثت في أعوام 1888 و 1918 و 1925 وثلاثة في عام 1941. ذروة فيضان 1888 الذي غطى جسر السكة الحديد (ارتفاع +62.43 متر على القضبان) ، 8300 متر مكعب / ثانية. تدفق تصميم مشروع أدولف لودين، منذ عام 1933، هو 9000 متر مكعب / ثانية، وهو على دراية بالفيضانات التاريخية لسكان باسو دي لوس توروس. حدث فيضان مهم آخر في عام 1918 بحد أقصى 5400 متر مكعب / ثانية. تم الوصول إلى قيم مماثلة في عام 1925، وفيضانات عام 1941، فبراير-مارس 1941 ، أبريل-مايو-يونيو 1941، يوليو-أغسطس-سبتمبر 1941، مع 5000 متر مكعب / ثانية، هذا الأخير، مما تسبب في تأخيرات مهمة في الأعمال، عن طريق كنس سد حفرة البناء على الضفة اليسرى.
بدأت البحرية الأمريكية بعمليات الإنقاذ في مونتيفيديو، وبحلول 26 أبريل، نقلت كاسحات الجليد 277 من ضحايا الفيضانات إلى بر الأمان.